# Autoconf

autoconf와 automake의 순서도

Autoconf는 셸 스크립트를 만드는 도구이다. 이 도구를 사용하여 자동으로 소프트웨어 소스 코드 꾸러미를 구성하여 여러 종류의 유닉스 계열 시스템에 적용할 수 있다.
Autoconf가 만든 구성 스크립트는 스크립트가 실행될 때 독립적으로 동작한다.
또한 Autoconf는 Automake, Libtool과 함께 GNU 빌드 시스템을 만든다.
Autoconf는 사용자가 작성한 configure.ac 파일을 configure 셸 스크립트로 바꾸는 데 GNU m4를 이용한다. 이 configure 스크립트는 사용자와 대화하면서 실행되지 않으며 미리 작성된 양식으로부터 미리 정해 둔 헤더와 makefile을 만들어 낸다.
Autoconf는 'configure.ac' 안에서 M4 프로그램을 셸 스크립트로 컴파일한다고 할 수 있다.

## 역사
Autoconf는 1991년 여름에 데이비드 맥켄지(David Mackenzie)가 자유 소프트웨어 재단의 작업을 지원하기 위해 시작하였다. 그 뒤 여러 해 동안 다양한 제작자로부터 기능 개선을 제공 받아 성장하였으며 자유, 오픈 소스 소프트웨어에서 가장 널리 쓰이는 빌드 구성 시스템이 되었다.

## 접근
Autoconf는 펄이 사용하는 Metaconfig 꾸러미와 비슷하다. X 윈도 시스템에서 사용된 imake 시스템은 이와 밀접한 관계가 있지만 시스템에 대한 관점은 다르다.
포팅이 대한 Autoconf의 접근은 기능을 테스트하기 위함이지, 버전을 테스트하기 위한 것은 아니다. 이를테면, 썬OS 4 위의 네이티브 C 컴파일러는 ISO C를 지원하지 않았다. 그러나 사용자나 관리자가 ISO C 호환 컴파일러를 설치할 수 있다. 순수한 버전을 기반으로 접근하면 ISO C 컴파일러의 존재를 파악하지 못하지만 접근을 테스트하는 기능은 사용자가 설치했던 ISO C 컴파일러를 발견할 수 있다.
이 접근은 다음의 장점을 얻기 위해 원칙을 세우고 있다:
- configure 스크립트는 새로운 시스템이나 알지 못하는 시스템 위에서 제대로 된 결과를 얻을 수 있다.
- 관리자가 저만의 컴퓨터의 환경을 설정하고 configure 스크립트가 그 설정의 장점을 활용할 수 있게 도와 준다.
- 어떠한 특정한 기능의 지원 여부를 알아 내기 위해 버전, 패치 번호 등의 자세한 정보의 흔적을 굳이 유지하지 않아도 된다.

## 같이 보기
- GNU 빌드 시스템
- Sane 빌드 환경
- pkg-config 패키지 의존 감지
- CMake 대체 빌드 시스템